# Melvin Schwartz
Melvin Schwartz (ur. 2 listopada 1932 w Nowym Jorku, zm. 28 sierpnia 2006 w Twin Falls, Idaho) – amerykański fizyk, noblista.

## Życiorys
W latach 1954–1956 i 1958–1966 był pracownikiem Uniwersytetu Columbia w Nowym Jorku, od roku 1966 profesorem Uniwersytetu Stanforda. Prowadził badania w dziedzinie cząstek elementarnych. W roku 1962, wraz z J. Steinbergerem i L. Ledermanem, eksperymentalnie wykazał istnienie dwóch typów neutrin (elektronowego i mionowego). Za to odkrycie w roku 1988 trójka uczonych otrzymała Nagrodę Nobla w dziedzinie fizyki.